# Paweł Kuzora
Paweł Kuzora (ur. 19 lipca 1960 w Poznaniu) – polski poeta, współzałożyciel grupy poetyckiej "Akwarium" przy ZLP w Krakowie, założyciel i aktor teatru "Endo".
Tworzyć zaczął jako nastolatek, debiutował w poznańskiej gazecie studenckiej "Spojrzenia". Drukowany również w "Życiu literackim", "Tumulcie", "Okolicach". W stanie wojennym wyemigrował do Krakowa. Tam został laureatem turnieju jednego wiersza w klubie Pod Jaszczurami. Wraz z Marzeną Brodą założył grupę poetycką "Akwarium". Był założycielem i aktorem teatru amatorskiego "Endo". W 2009 roku wydał broszurę poetycką "Taniec na niebie". W 2011 roku otrzymał III nagrodę XIX Ogólnopolskiego Konkursu Poetyckiego "Dać świadectwo".
W listopadzie 2012 roku został przyjęty do Krakowskiego Oddziału Związku Literatów Polskich. W tym roku wydał również tomy poezji: "To to" oraz "W dłoniach wiatru". Rok 2013 przynosi kolejny tomik, tym razem zdominowany przez prozę.
W 2014 niemal równocześnie premierę miały nowy tomik poezji "Dotyk" oraz płyta "To to", w całości skomponowana i nagrana przez Mateusza Hrynkiewicza z udziałem zaproszonych artystów (między innymi Jakuba Zaborskiego i Joanny Stangret) – tekstem wszystkich utworów są wiersze Pawła Kuzory.

## Twórczość
Tomiki poezji:
- Taniec na niebie (2009)
- Kotwica moich snów (Towarzystwo Słowaków w Polsce, 2010)
- To to (Signo, 2012)
- W dłoniach wiatru (Towarzystwo Słowaków w Polsce, 2012)
- Akwarium (Towarzystwo Słowaków w Polsce, 2013)
- Dotyk (Miniatura, 2014)

Inne projekty:
- To To (Mateusz Hrynkiewicz, 2014) – płyta z muzyką do słów wierszy Pawła Kuzory